# Чишмеа (Ботошани)
Чишмеа (рум. Cișmea) насеље је у Румунији у округу Ботошани у општини Ракици. Oпштина се налази на надморској висини од 115 m.

## Становништво
Према подацима из 2002. године у насељу је живело 444 становника, од којих су сви румунске националности.